# Hyptis inodora
Hyptis inodora là một loài thực vật có hoa trong họ Hoa môi. Loài này được Schrank mô tả khoa học đầu tiên năm 1826.